# Palythoa variabilis
Palythoa variabilis är en korallart som beskrevs av Brian I. Duerden. Palythoa variabilis ingår i släktet Palythoa och familjen Zoanthidae. Inga underarter finns listade i Catalogue of Life.